# 中国—吉尔吉斯斯坦关系
中国—吉尔吉斯斯坦关系，是指歷史上的中國和吉尔吉斯斯坦之間，以及現在的中華人民共和國與吉尔吉斯共和國之間的雙邊關係，中華人民共和國與吉尔吉斯共和國於1992年1月5日建交。

## 歷史

### 20世紀前

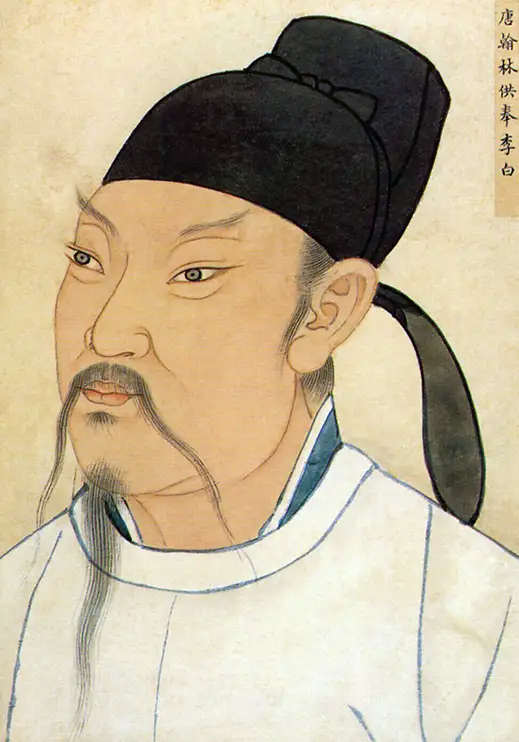
圖為唐朝詩人李白画像。有學者認為李白在碎叶城出生，故有說他為吉爾吉斯人。

吉尔吉斯在古代已和中國有接觸，並曾受到歷史上的中國統治。
大宛位於現烏茲別克、塔吉克和吉爾吉斯三國交界處的費爾干納盆地:391。西漢時，汉武帝派遣使者到訪大宛，打算以財物換取當地出產的汗血馬，但該名使者遭到殺害；太初元年（前105年），汉武帝派將軍李广利率領数万名兵員攻打大宛，被沿途的小国攻击，只有十分之一至二的士卒能夠活着回國:71。太初三年（前102年），汉武帝再次派李广利率領六万多名士兵攻打大宛，並把18万名守边士兵派駐到甘肅酒泉，以作后援之用；李广利率領的軍隊击败大宛的抵抗，围攻貳師城，當地贵族殺死大宛皇帝，献出马匹投降:171。
吉尔吉斯的部分領土曾是漢朝的一部分，西漢自漢宣帝在西域置都護府後開始統治吉尔吉斯的絕大部分地區，東漢則只能統治今吉尔吉斯南部的部份領土:54,59–60。有历史文献认为漢朝將領李陵是吉爾吉斯人的祖先，而一半吉爾吉斯人則是李陵的後代；這說法雖然以《新唐书》、《太平寰宇记》等史籍上的記載為根據，但受到部分史家的強烈質疑和抨擊。東漢亡後，吉尔吉斯南部的這片土地先後落入曹魏（三國時代）和晉朝的版圖:66, 72。
唐朝前期時，今吉尔吉斯的全部領土均由唐室統治:120；當時，唐室曾在今吉尔吉斯斯坦东北部的碎叶城设置军镇。唐朝高僧玄奘曾在碎叶城晉見統葉護可汗，並來到他的营帳，看見當地軍人的戎裝和武備:624–626；另外，有學者認為詩人李白在碎叶城出生，故有指李白為吉爾吉斯人，但史家對李白的出生地仍未有定論。
到了元代，元帝國只統治吉尔吉斯一小部分領土，其餘歸汗國所轄:162。清朝則統治吉尔吉斯的部分領土:174；當時，吉尔吉斯族（在清朝被稱為「布鲁特」）有15部願意臣服清廷，並受清廷册封，授權治理當地:180。1860年代，俄罗斯帝国先後逼使清政府與之簽訂《中俄北京条约》和《中俄勘分西北界约记》，把吉尔吉斯人居住的地區劃進俄国領土，當地的人也因而臣服俄国。

### 20世紀後
蘇聯時期的吉尔吉斯也與中國有交往：第二次世界大戰時，有來自吉尔吉斯的軍人參與中國抗日戰爭，在哈尔滨、大连等中國城市與日軍交战；1955年，吉爾吉斯蘇維埃社會主義共和國境內的剧院上演中國歌剧《白毛女》，是中國歌剧首次在吉尔吉斯上演。
由於俄羅斯帝國曾奪得中國西北地區的領土，中國和吉尔吉斯的邊界存在爭議：1991年5月，中共中央总书记江泽民访问苏联期间与苏共中央总书记米哈伊尔·戈尔巴乔夫签订《中苏国界东段协定》，但中苏兩國對中國和吉尔吉斯地區的边界未有共識；其後，蘇聯在中蘇边界問題未完全解決前解體，故中國和獨立後的吉尔吉斯仍然有邊界爭議。
蘇聯解體後，中華人民共和國政府遣團访问土库曼、乌兹别克、哈萨克、塔吉克和吉尔吉斯，計劃與这些国家舉行建交谈判問題；代表團與土、烏、哈、塔四国谈判時均沒有争执，但與吉尔吉斯當局会谈時卻出現有關边界問題的摩擦。谈判桌上，吉尔吉斯外交部部长要求在兩國的建交公报上加入聲明，承认「吉尔吉斯边界神圣不可侵犯」（即承认兩國当时的边界），但中國代表團希望兩國就边界問題協商，不要在建交時确定边界；吉尔吉斯當局繼續與代表團会谈，最終同意取消早前的要求。
1992年初，中華人民共和國与吉尔吉斯建交:73。其後，两国達成协定，在联合堪测边界後舉行谈判，以解决边界问题；經過多輪谈判後，中國与吉尔吉斯先後在1996年和1999年签署协議，解决全部边界争議。
1996年中旬，吉尔吉斯经济学家鲍里斯·西拉耶夫建議以提出改革開放的邓小平命名首都比什凱克一条街道，使吉尔吉斯能夠從中華人民共和國改革开放的經驗上學習。
2010年吉爾吉斯南部種族騷亂中，約7000名當地華人被困南部地區，或是往批發市場的住宅區裡暫避；中華人民共和國駐吉爾吉斯大使館計劃護送華人到安全地區避難，當地亦有華商商會安排保安員保護中國商賈。
2019年1月，生于中国新疆伊宁的吉尔吉斯斯坦最高议会议员、吉中友好合作小组副组长阿迪力·居努斯在媒体上表示“新疆职业技能教育培训中心”（新疆再教育營）是去除极端化的一个巧妙方法。同月17日，吉爾吉斯斯坦首都比什凯克爆发游行。民众抗议中国近年在当地不断增加的影响力，要求当局驱逐来自中国的非法入境者，减少吉尔吉斯对中国的负债比率，禁止当地人与中国人通婚，彻查去年当地一家由中国公司负责维修的发电厂倒塌事故。警方拘捕21名示威者。
2022年2月，吉尔吉斯斯坦总统扎帕罗夫，到访中国出席2022年北京冬奥会开幕式。并在北京人民大会堂与中共中央总书记、中国国家主席习近平举行会见，会后双方发表了《两国元首联合声明》，并签署文化、绿色发展、经典著作互译出版等领域多份合作文件。
2025年2月5日，吉尔吉斯斯坦总统萨德尔·扎帕罗夫到中国进行国事访问并与中共中央总书记、中国国家主席习近平举行会谈，期间双国签署共建“一带一路”、经济发展领域交流合作、人工智能合作、数字经济合作等四份合作文件。

## 經貿關係

### 贸易
- 中國出口到吉尔吉斯的商品（2012年）[25]
- 吉尔吉斯出口到中國的商品（2012年）[26]

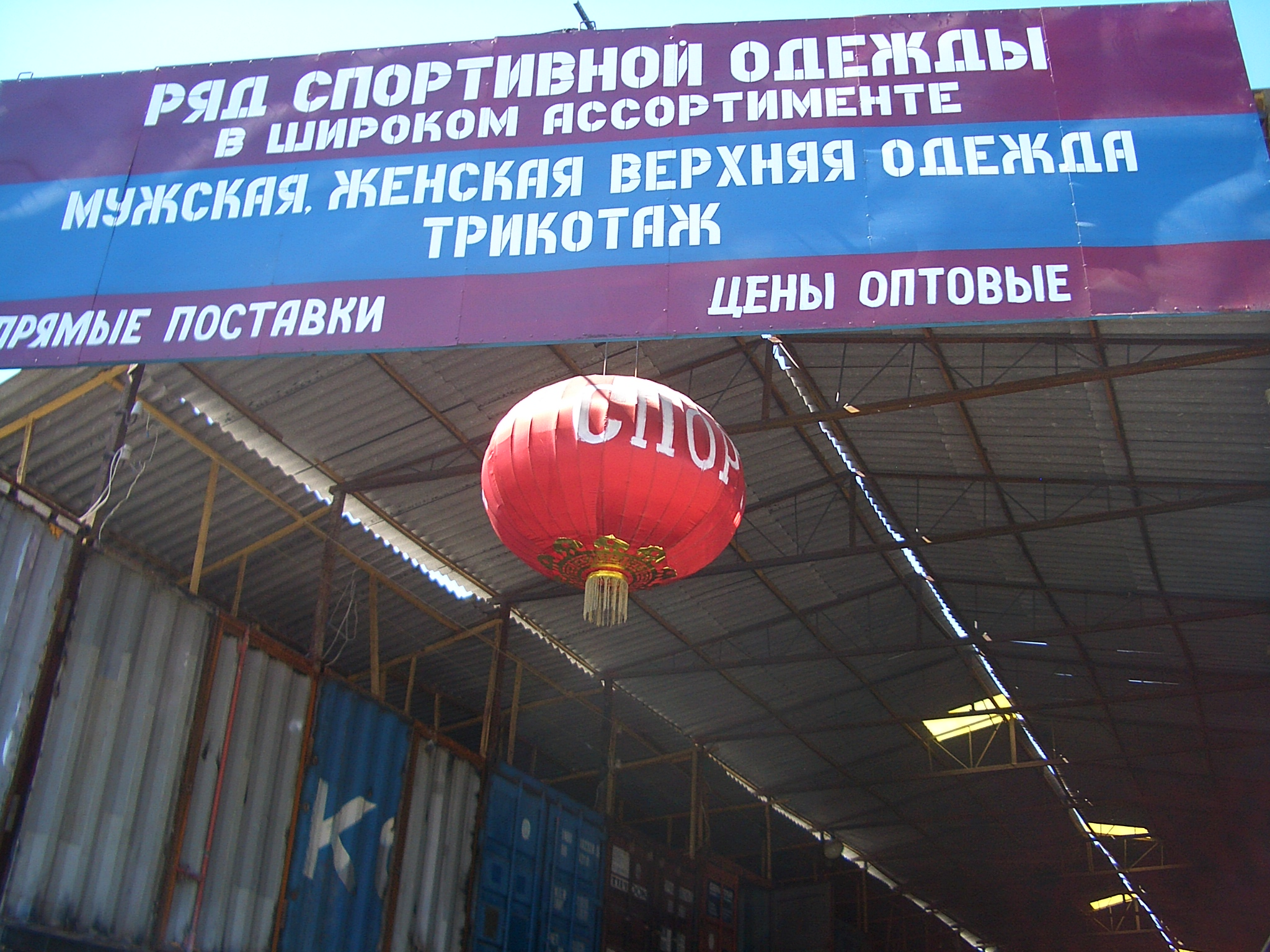
比什凯克巨大的多尔多伊市场内，主要摆满了中国产品

自20世纪90年代以来，吉国与中国的贸易大幅增长。尤为重要的是，中国消费品再出口到邻国乌兹别克斯坦（主要通过位于奥什省卡拉苏的卡拉苏市场）以及哈萨克斯坦和俄罗斯（主要通过比什凯克的多尔多伊市场）。除此之外，由于吉尔吉斯斯坦的东干人与中国回族人民有着密切的联系，该国少数的东干人社区在贸易中同样也发挥着重要作用。在某些政治领域，中国统治的前景激发了人们对苏联加盟国时代的怀念。
据2012年统计，中國（不包括港澳台）共出口了20.9亿美元到吉尔吉斯，逾半貨物為起绒织物、針織女性西裝等的紡織品；吉尔吉斯則出口了7,050万美元來華（不包括港澳台），貨物包括礦產品、獸皮等。
截至2019年，中国是吉尔吉斯斯坦主要贸易和经济伙伴之一。2022年，中国占吉尔吉斯斯坦贸易总额的37%，远远超过其他国家。中国也是吉尔吉斯斯坦的主要双边债权国。两国经济关系极不对称，因为“中国在吉尔吉斯斯坦的双边项目规模很小，但对吉尔吉斯斯坦来说意义重大”。

### 投资
吉尔吉斯斯坦积极参与中国的“一带一路”倡议，将“一带一路”视为增加入境“外国直接投资”、“现代化交通基础设施”以及与欧洲和中国建立更好联系的机遇。（p. 216）它还参与了中国的数字丝绸之路计划，并通过该计划逐步加强与中国的高科技合作。

中華人民共和國在2013年及2014年是吉尔吉斯最大的直接外资来源国，華商在吉尔吉斯投资的领域包括科技、加工、金融、贸易等；另外，华为、中興通訊等多家中國企業在吉尔吉斯設有办事处或代表处。
2012年下半年，吉尔吉斯有中國工人在一座金礦和當地人打鬥，有當地人因而受傷；事後，約450名吉尔吉斯人舉行示威，反對中國企業繼續開採該座金礦，又要求政府禁止中國人參與當地采矿业。

## 文化關係
截至2014年12月，吉尔吉斯共設有3所孔子学院，是孔子学院開辦规模最大的独联体國家；此外，不少吉尔吉斯官员在設有孔子课堂的吉尔吉斯外交部外交学院学習汉语。而在中国的北京外国语大学等一些高等院校里，亦有教师教授吉尔吉斯语。
吉爾吉斯共和國國家銀行钱币博物馆收藏了不同朝代時的中國貨币，例如开元通宝（唐代）、大元通宝（元代）等在丝绸之路发现的古钱。
吉爾吉斯华人白玺曾致函當地文化部，建議對方在碎叶城遗址立碑，紀念李白；吉尔吉斯文化部副部长其後接見白玺，透露當局擬在遗址复制碎叶城旧貌，從而建造一座「李白城」。吉尔吉斯當局本已訂下計劃的细节，打算聯絡设计公司，但吉尔吉斯突然爆發騷亂，令「李白城」一事作罷；白玺在2015年中旬再度提出建設「李白城」，並希望與李白关系密切的四川能參與此項目。

## 軍事關係
2005年，時任吉爾吉斯斯坦總統庫爾曼別克·巴基耶夫回答记者提問時，表示歡迎集体安全条约组织和上海合作组织的成員国派兵進驻吉尔吉斯南部；他的言論被传媒解讀為邀请俄羅斯和中國在吉尔吉斯驻军，引起国际关注。俄羅斯外交部部长拉夫罗夫指有關消息並非真確，時任中华人民共和国外交部部长李肇星則表示尚未得知有關消息，又指中华人民共和国不會干涉其他国家的内政。
2014年8月下旬，中華人民共和國、吉爾吉斯、俄羅斯、烏茲別克等上海合作組織成員在組織框架下舉行反恐軍事演習；其中，由約480名兵員組成的吉爾吉斯部隊在該月11日進入新疆，為是次演習中首支進入中華人民共和國的外國部隊。

## 民族隔阂

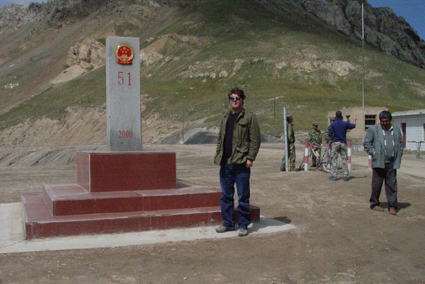
比什凯克（吉尔吉斯斯坦）和喀什（新疆）之间道路上的图尔嘎特山口的中国过境点

吉尔吉斯斯坦存在一些反维族的情绪。2009年刚担任吉尔吉斯斯坦总理的达尼亚尔·乌塞诺夫因在1999年表达了对吉尔吉斯斯坦将通过所谓的中国通婚阴谋而变成“维吾尔斯坦”的担忧而获得了多家吉尔吉斯斯坦报纸的赞誉。

## 外部連結
- 中華人民共和國駐吉爾吉斯共和國大使館官方網站（简体中文）（俄文）
  - 中華人民共和國駐吉爾吉斯共和國大使館經濟商務處官方網站（简体中文）
- 吉爾吉斯共和國駐華大使館官方網站（英文）（柯爾克孜文）（俄文）